# ゴルカ・ブリト
ゴルカ・ブリト・ガジェーゴ（Gorka Brit Gallego, 1977年4月19日 - ）はスペイン・サン・セバスティアン出身の元サッカー選手。現役時代のポジションはFW。

## 経歴
2003-04シーズン、CAオサスナからレンタルされたセグンダ・ディビシオン（2部）のSDエイバルで13得点を挙げた。2004-05シーズンは39試合で16得点を挙げたが、チームはセグンダ・ディビシオンB（3部）に降格した。2005-06シーズンはオサスナに復帰したが、出場機会はなく、冬の移籍期間に再びSDエイバルにレンタルされた。2006年にCDヌマンシアに完全移籍し、その後は途中出場がメインではあるが、毎シーズン30試合前後に出場している。2008-09シーズンはプリメーラ・ディビシオン（1部）で31試合に出場して3得点したが、チームはセグンダに降格した。2009年夏に就任したゴンサロ・アルコナーダ監督の構想外となり、契約解除をして移籍金なしでセグンダのレアル・ウニオンに加入した。

## 所属クラブ
- 1995–1996  レアル・ソシエダ
- 1996–1998  レアル・ソシエダB
- 1998-1999  SDベアサイン
- 1999-2000  レバンテUD B
- 2000–2001  アーギラスCF
- 2001-2002  ウニベルシダ・パイス・バスコ
- 2001-2002  SDベアサイン
- 2002–2003  CAオサスナB
- 2002-2006  CAオサスナ

2003-2004 → SDエイバル(loan)
2004-2005 → UDサラマンカ(loan)
2006 → SDエイバル(loan)
- 2006-2009  CDヌマンシア
- 2009-2011  レアル・ウニオン
- 2012-2014  SDベアサイン